# Apis (owad)

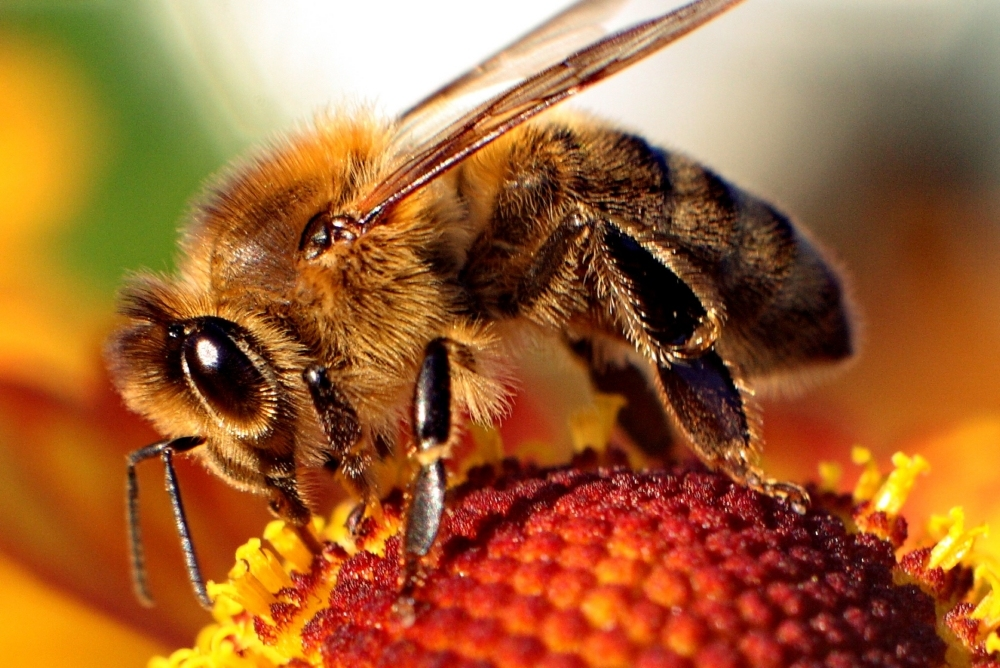
Pszczoła

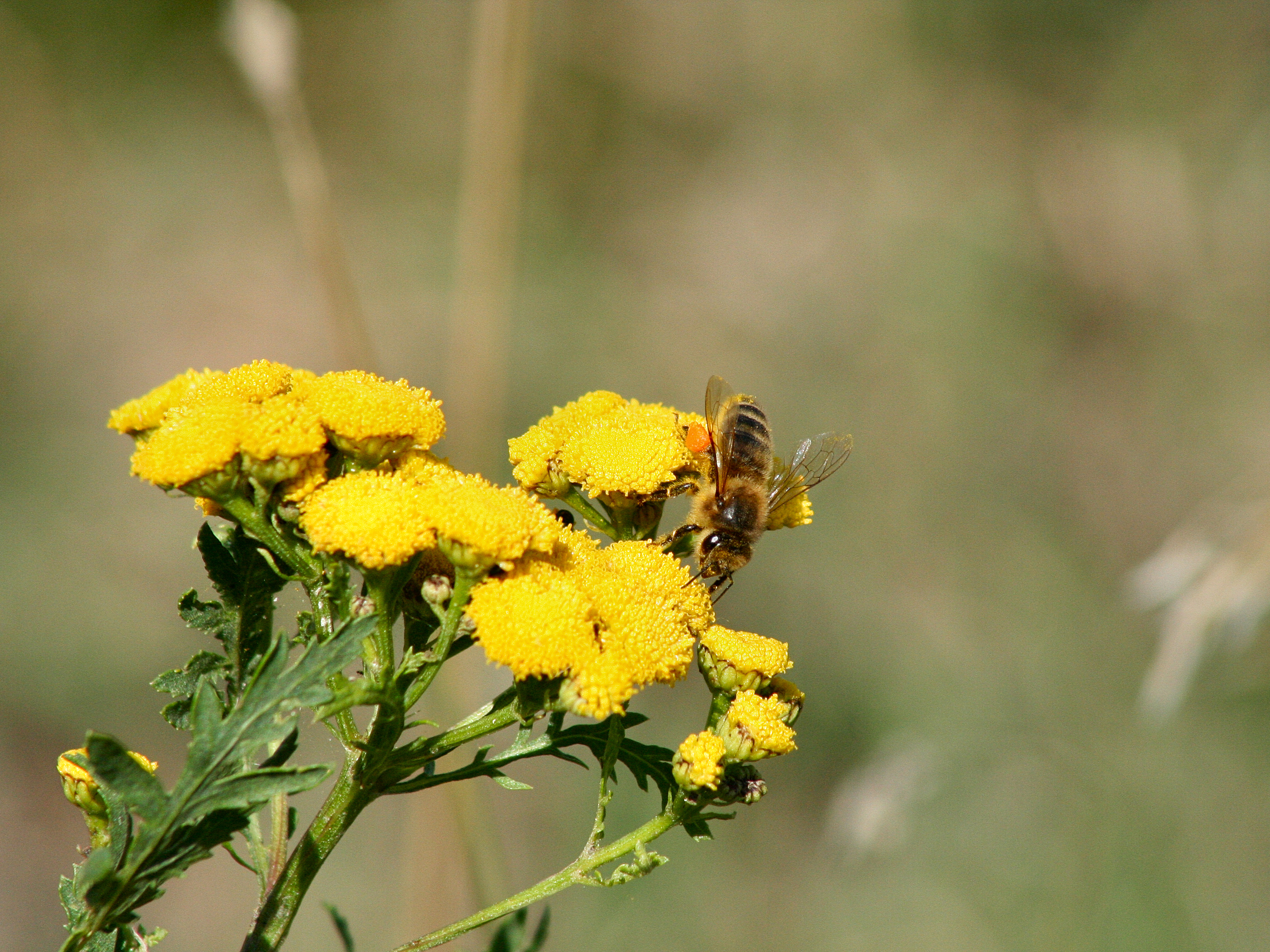
Pszczoła zbierająca pyłek

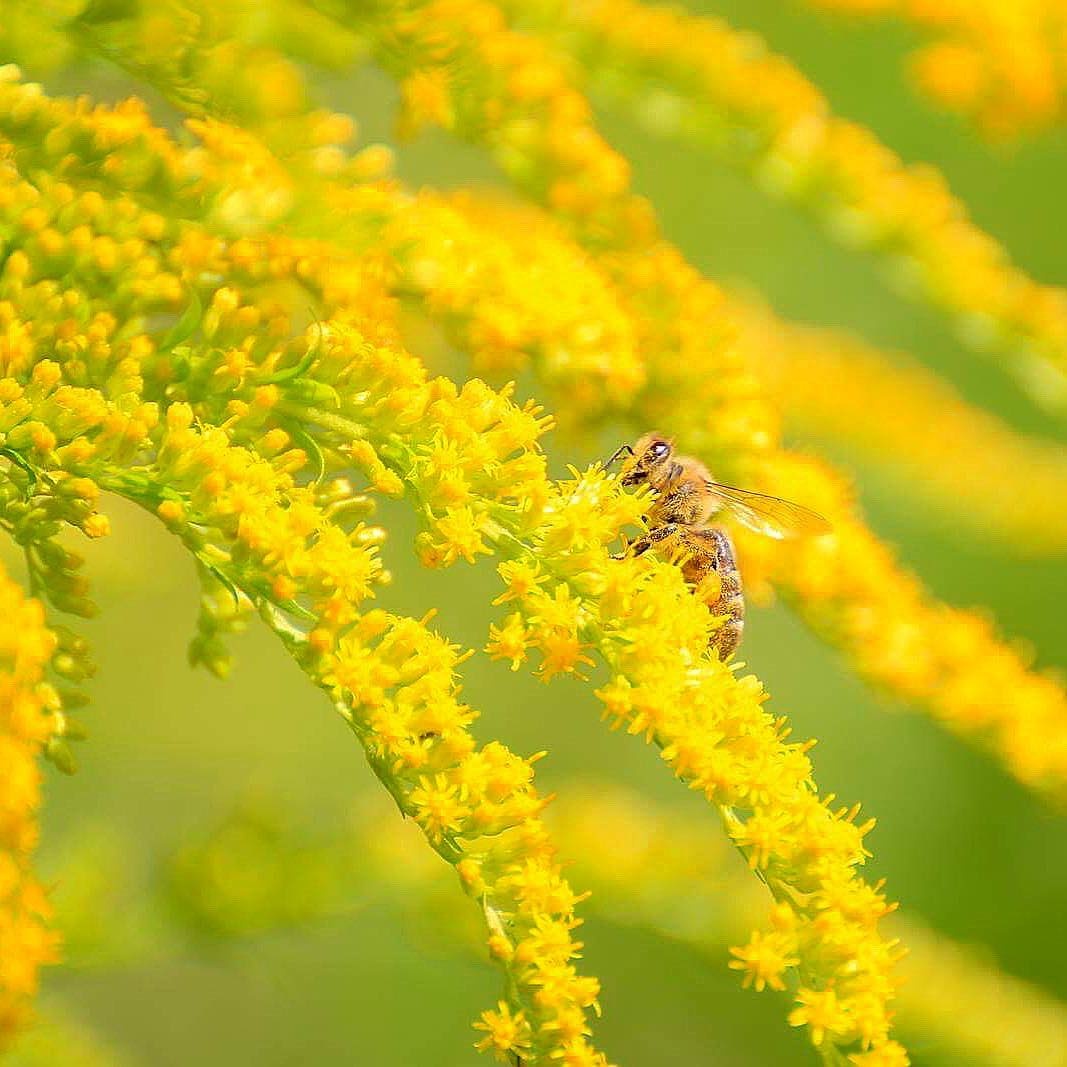
Pszczoła zbierająca pyłek kwiatowy.

Pszczoła (Apis) – rodzaj z rodziny pszczołowatych (Apidae). Jednym z przedstawicieli tego rodzaju jest najbardziej znany gatunek pszczoły, pszczoła miodna.
Pszczoły z rodzaju Apis mają długość ciała od 7–8 mm do 16–18 mm. Ubarwienie o różnej intensywności – od jednolicie czarnego i ciemnobrązowego do żółtego i czerwonopomarańczowego. Skrzydła specyficznie użyłkowane, wyróżnia je charakterystyczne pólko radialne na przednim skrzydle – ogranicza je zaokrąglona żyłka, która nieco odstaje od krawędzi skrzydła.
Wszystkie gatunki należące do rodzaju Apis żyją w zorganizowanych społeczeństwach. Budują z czystego wosku pionowe plastry z obustronnie ułożonymi komórkami, służącymi do wychowu czerwi i przechowywania pokarmu. Osobniki dorosłe i larwy odżywiają się nektarem, spadzią oraz pyłkiem kwiatowym. Zakładają duże kolonie (rodziny pszczele), zależnie od gatunku liczące od kilku do 20–80 tysięcy osobników. Życie rodzin jest koordynowane za pośrednictwem feromonów, regularnych zmian aktywności gruczołów, porozumiewania się za pomocą tańców i wydawania dźwięków. Występuje tu polimorfizm i polietyzm wiekowy. Doskonale wypracowały sposób regulacji temperatury w gnieździe, co pozwala rodzinom pszczelim na uniezależnienie się w dużej mierze od warunków zewnętrznych, dzięki czemu w klimacie chłodnym mogą przeżyć długie i surowe zimy całe kolonie, a nie tylko pojedyncze osobniki w stanie hibernacji, jak np. u trzmieli.
Rodzaj pszczoła (Apis) obejmuje cztery gatunki:
- Apis cerana Fabr. – pszczoła wschodnia
- Apis dorsata Fabr. – pszczoła olbrzymia
- Apis florea Fabr. – pszczoła karłowata
- Apis mellifica L., syn. Apis mellifera L. – pszczoła miodna

Żyją obecnie dziko na terenie Azji, Afryki i Ameryki Południowej, a pszczoła miodna i pszczoła wschodnia zostały udomowione.
Wszystkie gatunki pszczół należące do plemienia Apini (i rodzaju Apis) wytwarzają miód. Gatunkiem najbardziej ekspansywnym jest pszczoła miodna żyjąca w Europie, gdzie została udomowiona, a także w Afryce, Ameryce, Australii i Nowej Zelandii, do których to miejsc została sprowadzona. Pozostałe trzy gatunki pszczół z rodzaju Apis to gatunki azjatyckie.
Wrogowie pszczół
Jednymi z największych naturalnych wrogów pszczoły są szerszenie (Vespa). Potrafią całą gromadą atakować siedliska pszczół, niszcząc gniazdo i zjadając larwy. Początkowo wysyłają zwiadowcę, który ma za zadanie zlokalizować gniazdo. Pszczoły potrafią jednak bronić się przed tymi drapieżcami. Otaczają szerszenia, który przybywa do kolonii, tworząc zwartą kulę. Znajdujący się w środku napastnik ginie po 10 minutach na skutek przegrzania.

## Masowe wymieranie pszczół
W ostatnim czasie obserwuje się zwiększone wymieranie pszczół, głównie na terenie USA i Europy Zachodniej (CCD). Prawdopodobną przyczyną wymierania jest stosowanie pestycydów w czasie kwitnięcia roślin. Badania prowadzone na dużą skalę w USA wskazują, że CCD może być powiązane z takimi zjawiskami jak:
- nieskuteczna walka z Dręczem pszczelim na skutek wieloletniego błędnego założenia w kwestii żerowania tych pasożytów[5];
- kombinacja różnego rodzaju stresów, przyczyniających się do większej podatności na patogeny;
- pojawianie się w środowisku środków chemicznych (np. neonikotynoidów) powodujących obniżenie odporności pszczół na działanie patogenów;
- nadmierna eksploatacja owadów w uprzemysłowionych pasiekach, na skutek której pszczoły szukają innego środowiska do życia[6];
- zmiany w środowisku naturalnym powodujące zmniejszenie ilości roślin stanowiących pożytek dla pszczół, co spowodowane jest m.in. intensyfikacją rolnictwa, np. w krajach Unii Europejskiej.

Opublikowany pod koniec stycznia 2011 roku artykuł w brytyjskim dzienniku „The Independent” przedstawia wyniki badań przeprowadzonych przez francuskie laboratorium z Awinionu. Naukowcy twierdzą, że przyczyną masowego wymierania owadów w wielu krajach świata jest imidakloprid – składnik środków owadobójczych produkowanych przez firmę Bayer CropScience, którymi zaprawia się nasiona roślin (m.in. buraków, kukurydzy, ale też warzyw). Owadobójcza substancja wpływa na układ nerwowy owadów, prowadząc do ich dezorientacji i śmierci.